# Muljica Vela
Muljica Vela je nenaseljeni otočić u hrvatskom dijelu Jadranskog mora.
Njegova površina iznosi 0,016 km². Dužina obalne crte iznosi 0,51 km.